# 白浜町

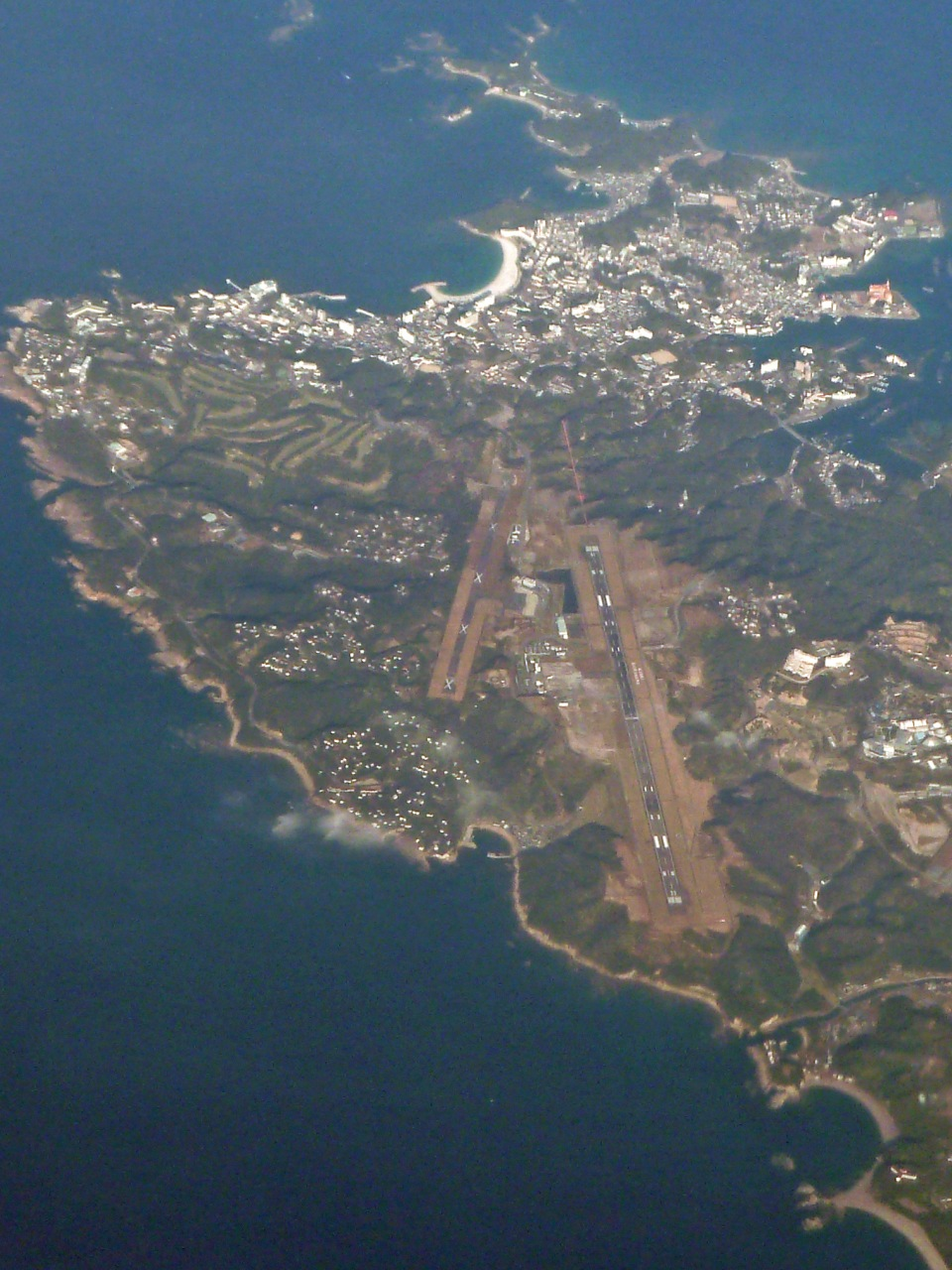
白浜町上空俯瞰。滑走路延長線上の弧を描く白い浜が地名由来の白良浜。

白浜町（しらはまちょう）は、和歌山県西牟婁郡にある町。千葉県などにも存在する白浜という地名と区別する意味で、紀伊半島あるいは旧紀伊国（和歌山県）の南を意味する「南紀」を冠して南紀白浜と呼ばれることもある。古くは奈良時代から、温泉街として有名である。

## 地理
和歌山県南西部の太平洋岸に位置する。今後発生が予測される南海トラフ巨大地震の際には、町内に最大10mの津波が到達することが予想されている。北側は2か所に分かれて田辺市と境を接し、間に挟まれるように西牟婁郡上富田町がある。南側は西牟婁郡すさみ町がある。町の東部はわずかに東牟婁郡古座川町と隣接する。
観光業と農業、水産業が経済を支えている。夏の海では小さな熱帯魚と共に泳ぐこともできるほか、沖合いに黒潮が流れているという恩恵もあり、一年を通じて温暖な気候で知られる。南紀白浜温泉（白浜温泉）や椿温泉（古くから白浜温泉の奥座敷として知られる）など温泉が多く湧出し、年間を通じて近畿を中心に観光客が訪れる。南紀白浜空港が所在し、近年は台湾などからのチャーター便が就航している。白良浜などの海水浴場付近を中心に、リゾート施設ほか企業・各種団体などの別荘や保養所が多数集まっている。
また、世界遺産にも登録された熊野古道の大辺路ルートが2本（富田坂・仏坂）通っており、こちらも観光の対象となっている。
なお、白浜町には全国でも珍しい、行政区画上の字がない住所がある。これは白浜町の中心部に存在し、役場・温泉街などの旧瀬戸鉛山村地区にある。この場合の住所は「白浜町****番地」である（白浜町役場の住所の項を参照）。住民らは慣れた地区名（湯崎、瀬戸、三段、綱不知などがある）で呼んでいるが、観光客からは場所がわかりづらいという声もある（湯崎、三段あたりは温泉旅館、ホテル密集地帯でもある）。

### 地区
白浜地区（1958年～2006年の旧白浜町域）
- 白浜地区（旧瀬戸鉛山村） - 大字なし
- 西富田地区（旧西富田村） - 堅田、才野
- 北富田地区（旧北富田村） - 平、保呂、内ノ川、庄川
- 南白浜地区（旧南富田村） - 栄、中
- 富田地区（旧東富田村） - 十九渕、富田、椿

日置川地区（旧日置川町域）
- 日置地区（旧日置町） - 日置、塩野、大古、安宅、矢田
- 三舞地区（旧三舞村） - 田野井、口ケ谷、安居、寺山、中嶋、神宮寺、向平、久木
- 川添地区（旧川添村） - 宇津木、小川、城、大、玉伝、小房、市鹿野、里谷、上露、大瀬、北谷、竹垣内

### 気候
| 南紀白浜（2006年 - 2020年）の気候  | 南紀白浜（2006年 - 2020年）の気候 | 南紀白浜（2006年 - 2020年）の気候 | 南紀白浜（2006年 - 2020年）の気候 | 南紀白浜（2006年 - 2020年）の気候 | 南紀白浜（2006年 - 2020年）の気候 | 南紀白浜（2006年 - 2020年）の気候 | 南紀白浜（2006年 - 2020年）の気候 | 南紀白浜（2006年 - 2020年）の気候 | 南紀白浜（2006年 - 2020年）の気候 | 南紀白浜（2006年 - 2020年）の気候 | 南紀白浜（2006年 - 2020年）の気候 | 南紀白浜（2006年 - 2020年）の気候 | 南紀白浜（2006年 - 2020年）の気候 |
| 月                                 | 1月                               | 2月                               | 3月                               | 4月                               | 5月                               | 6月                               | 7月                               | 8月                               | 9月                               | 10月                              | 11月                              | 12月                              | 年                                |
| ---------------------------------- | --------------------------------- | --------------------------------- | --------------------------------- | --------------------------------- | --------------------------------- | --------------------------------- | --------------------------------- | --------------------------------- | --------------------------------- | --------------------------------- | --------------------------------- | --------------------------------- | --------------------------------- |
| 最高気温記録 °C （°F）             | 19.0 (66.2)                       | 21.8 (71.2)                       | 23.7 (74.7)                       | 26.1 (79)                         | 29.1 (84.4)                       | 30.9 (87.6)                       | 36.3 (97.3)                       | 37.5 (99.5)                       | 33.3 (91.9)                       | 30.7 (87.3)                       | 26.2 (79.2)                       | 23.1 (73.6)                       | 37.5 (99.5)                       |
| 平均最高気温 °C （°F）             | 10.7 (51.3)                       | 11.9 (53.4)                       | 15.1 (59.2)                       | 19.1 (66.4)                       | 23.4 (74.1)                       | 25.9 (78.6)                       | 29.3 (84.7)                       | 31.3 (88.3)                       | 28.5 (83.3)                       | 24.0 (75.2)                       | 18.6 (65.5)                       | 13.3 (55.9)                       | 20.9 (69.6)                       |
| 日平均気温 °C （°F）               | 7.1 (44.8)                        | 7.9 (46.2)                        | 11.0 (51.8)                       | 15.1 (59.2)                       | 19.4 (66.9)                       | 22.5 (72.5)                       | 26.1 (79)                         | 27.6 (81.7)                       | 24.7 (76.5)                       | 20.0 (68)                         | 14.6 (58.3)                       | 9.5 (49.1)                        | 17.1 (62.8)                       |
| 平均最低気温 °C （°F）             | 3.6 (38.5)                        | 4.0 (39.2)                        | 6.6 (43.9)                        | 10.8 (51.4)                       | 15.4 (59.7)                       | 19.5 (67.1)                       | 23.5 (74.3)                       | 24.7 (76.5)                       | 21.5 (70.7)                       | 16.5 (61.7)                       | 10.8 (51.4)                       | 5.8 (42.4)                        | 13.6 (56.5)                       |
| 最低気温記録 °C （°F）             | −3.7 (25.3)                       | −3.1 (26.4)                       | −0.1 (31.8)                       | 2.0 (35.6)                        | 7.4 (45.3)                        | 13.4 (56.1)                       | 18.0 (64.4)                       | 18.4 (65.1)                       | 13.7 (56.7)                       | 6.4 (43.5)                        | 3.2 (37.8)                        | −1.2 (29.8)                       | −3.7 (25.3)                       |
| 降水量 mm （inch）                 | 60.6 (2.386)                      | 99.9 (3.933)                      | 138.0 (5.433)                     | 136.5 (5.374)                     | 167.0 (6.575)                     | 264.9 (10.429)                    | 279.6 (11.008)                    | 188.3 (7.413)                     | 259.8 (10.228)                    | 231.3 (9.106)                     | 115.3 (4.539)                     | 81.4 (3.205)                      | 2,025.1 (79.728)                  |
| 平均降水日数 （≥1.0 mm）           | 5.5                               | 7.6                               | 9.3                               | 9.5                               | 9.1                               | 12.7                              | 11.1                              | 7.7                               | 10.8                              | 9.7                               | 7.5                               | 6.1                               | 105.9                             |
| 出典1：Japan Meteorological Agency |                                   |                                   |                                   |                                   |                                   |                                   |                                   |                                   |                                   |                                   |                                   |                                   |                                   |
| 出典2：気象庁                      |                                   |                                   |                                   |                                   |                                   |                                   |                                   |                                   |                                   |                                   |                                   |                                   |                                   |

## 歴史
- 1889年（明治22年）4月1日 - 町村制の施行により、瀬戸鉛山村の区域をもって、瀬戸鉛山村（せとかなやまむら）が発足する。
- 1929年（昭和4年）6月 - 昭和天皇が行幸。白浜の生物に関心を寄せられ、人を介してたびたび標本採集が行われるようになった[4]。
- 1940年（昭和15年）3月1日 - 瀬戸鉛山村が町制施行及び名称を変更して、白浜町となる。
- 1955年（昭和30年）3月15日 - 南富田村を編入する（他に先んじて白浜町と合併したため南白浜地区を称し、富田地区の小学校で白浜を称するのは南白浜小学校だけである）。
- 1958年（昭和33年）7月1日 - 富田村（旧東富田村、旧北富田村）、田辺市堅田町及び才野町の区域（旧西富田村の区域）を編入する。
- 2006年（平成18年）3月1日 - 白浜町及び日置川町が合併して、改めて白浜町が発足する。
- 2024年（令和6年）8月8日 - 南海トラフ地震臨時情報の発出に伴い、独自に町内の海水浴場を閉鎖。同月15日に閉鎖を解除[5]。

## 行政
- 町長：大江康弘（2024年5月13日就任、1期目、元参議院議員、元和歌山県議会議員）

2010年（平成22年）の町長選は3月7日に出直し選挙が行われて現職の町長（当時）が再選されたが、公職選挙法259条の2の規定によって前回の町長選挙から2週間あまりしか経たない同年3月22日に再び任期満了の選挙が行われて新人が町長に当選し、半月の間に2度も町長選挙が実施されるという異例の事態が発生した。 厳しい財政状況の中、選挙に税金が使われることに町民からは批判の声もあった。
なお、後述するアメリカ合衆国ハワイ州との提携関係があることから、夏期は南国ムードを演出する目的もあり、主要交通機関や自治体・観光業などの職員らの制服の多くがアロハシャツとなる（概ね6月初頭から9月末まで）。
2011年（平成23年）12月5日、水本雄三町長と熊崎訓自副町長が「精神的苦痛を受けた」などとして、ごみ焼却場の使用期間延長交渉の当時の担当課長と副課長、区との協議に立ち会った町議会議長、区長、副区長ら6人を相手に慰謝料を求める訴訟を和歌山地裁田辺支部に起こしていたことが分かった。
2012年（平成24年）3月23日、辞意を表明していた水本雄三町長が、町議会の西尾智朗議長に辞表を提出した。その後開かれた町議会定例会で報告され、全会一致で同意された。

## 議会

### 衆議院
- 選挙区：和歌山2区（海南市、橋本市、有田市、御坊市、田辺市、新宮市、海草郡、伊都郡、有田郡、日高郡、西牟婁郡、東牟婁郡）
- 任期：2024年10月27日 - 2028年10月26日
- 投票日：2024年10月27日
- 当日有権者数：378,558人
- 投票率：62.71％

| 当落 | 候補者名 | 年齢 | 所属党派   | 新旧別 | 得票数    |
| ---- | -------- | ---- | ---------- | ------ | --------- |
| 当   | 世耕弘成 | 61   | 無所属     | 新     | 101,739票 |
|      | 二階伸康 | 46   | 自由民主党 | 新     | 71,114票  |
|      | 新古祐子 | 52   | 立憲民主党 | 新     | 33,147票  |
|      | 楠本文郎 | 70   | 日本共産党 | 新     | 19,062票  |
|      | 高橋秀彰 | 42   | 鼎立の党   | 新     | 6,033票   |

## 経済
隣接する田辺市の経済圏である。

### 産業
町の主要な産業は観光業である。町内には多くの温泉が湧出することもあり、多数のホテルが林立している。さらさらとした白い砂が特徴的な白良浜白良浜海水浴場は、夏になると近畿一円から海水浴客が訪れる。隣接する上富田町にまたがって、ゴルフ場がいくつか存在する。パンダ飼育で知られていた複合型娯楽施設・アドベンチャーワールドもテレビCMを放映していることもあり、観光地としての知名度は高い。旧日置川町エリアでは、夏は日置川流域でのアユ釣り（友釣り）が風物詩である。
観光業以外では、旧白浜町域では温室による花卉栽培、そのうち町南部の富田地区はトウモロコシ栽培が盛んである。旧日置川町域ではウメや茶（川添茶）が名産品。また、堅田地区などの臨海地区には漁港もあり、エビ、タイなどが獲れる。

### ITとワーケーション
白浜町は政府（内閣府）や和歌山県、在京大手企業（三菱地所など）の協力を得て、休暇（バケーション）に向いた行楽地の環境を楽しみつつ、仕事（ワーク）をする「ワーケーション」に対応したサテライト・オフィスやビジネスパーソンの誘致を行っている。情報技術 (IT) の普及によって出勤しなくても業務ができるテレワークの範囲が広がった上、南紀白浜空港から首都圏を簡単に往復できる立地を生かした。町内のネットワークを相互に結び、外部と接続する出入口を制限することで、災害やサイバー攻撃に強い構造にしている。
こうしたテレワークの取り組みは、白浜町に近い田辺市内に設置されている「和歌山県立情報交流センター ビッグ・ユー」（ビッグU）が支援している。

### 町内で事業を営む主な事業者
- 明光バス株式会社
- 福原ニードル株式会社（福原産業貿易株式会社傘下）
- 株式会社アワーズ - アドベンチャーワールドを運営
- 堅田漁業協同組合 - とれとれ市場を運営
- アーマリン近大 - 近大マグロの養殖、販売を行う。

### 金融機関
- 紀陽銀行　白浜支店（大字なし）、日置支店（日置）
- きのくに信用金庫　白浜支店（大字なし）
- JA紀南（JAバンク） 白浜支所（大字なし）、とんだ支所(栄)、日置支所（日置）

### 日本郵政グループ
集配郵便局
- 白浜郵便局（大字無し）
- 富田郵便局（十九渕＝つづらふち）
- 市鹿野郵便局（市鹿野）
- 日置川郵便局（日置）

無集配郵便局
- 白浜温泉郵便局（大字なし）
- 白浜駅前郵便局（堅田）
- 椿郵便局（椿）
- 安居（あご）郵便局（安居）

ゆうちょ銀行
- 大阪支店　とれとれ市場南紀白浜内出張所（堅田）（ATMのみ／ホリデーサービス実施）

その他、各郵便局にATMが設置されており、白浜・日置川の各郵便局ではホリデーサービスを実施（2012年（平成24年）現在）。
※白浜町内の郵便番号は以下のとおり。
- 「646-03xx」＝旧日置川町域北部（市鹿野地区など）。市鹿野郵便局の管轄。
- 「649-22xx」＝合併前からの白浜町域（堅田および大字無し地域）。白浜郵便局の管轄。
- 「649-23xx」＝合併前からの白浜町域（上記以外の地域）。富田郵便局の管轄。
- 「649-25xx」＝旧日置川町域南部（日置川・安居地区など）。日置川郵便局の管轄。

## 姉妹都市・提携都市
2000年（平成12年）に米国ハワイ州ホノルル市のビーチと、「友好姉妹浜」(Goodwill Beach City Relationship) 提携を結ぶ。

### 友好都市
大韓民国・果川市

## 地域

### 人口
2010年（平成22年）国勢調査(速報値)より前回調査からの人口増減をみると、4.00％減の22,697人であり、増減率は県内30市町村中8位。
| |                                        |  |
| 白浜町と全国の年齢別人口分布（2005年） | 白浜町の年齢・男女別人口分布（2005年） |  |
| ■紫色 ― 白浜町 ■緑色 ― 日本全国 | ■青色 ― 男性 ■赤色 ― 女性              |  |
| 白浜町（に相当する地域）の人口の推移 \| 1970年（昭和45年） \| 26,612人 \| \| \| 1975年（昭和50年） \| 26,617人 \| \| \| 1980年（昭和55年） \| 26,002人 \| \| \| 1985年（昭和60年） \| 25,264人 \| \| \| 1990年（平成2年） \| 24,737人 \| \| \| 1995年（平成7年） \| 24,916人 \| \| \| 2000年（平成12年） \| 24,563人 \| \| \| 2005年（平成17年） \| 23,642人 \| \| \| 2010年（平成22年） \| 22,696人 \| \| \| 2015年（平成27年） \| 21,533人 \| \| \| 2020年（令和2年） \| 20,262人 \| \| |                                        |  |
| 総務省統計局 国勢調査より |                                        |  |
| 1970年（昭和45年） | 26,612人                               |  |
| 1975年（昭和50年） | 26,617人                               |  |
| 1980年（昭和55年） | 26,002人                               |  |
| 1985年（昭和60年） | 25,264人                               |  |
| 1990年（平成2年） | 24,737人                               |  |
| 1995年（平成7年） | 24,916人                               |  |
| 2000年（平成12年） | 24,563人                               |  |
| 2005年（平成17年） | 23,642人                               |  |
| 2010年（平成22年） | 22,696人                               |  |
| 2015年（平成27年） | 21,533人                               |  |
| 2020年（令和2年） | 20,262人                               |  |

### 学校教育

#### 小学校
旧白浜町立
- 白浜町立白浜第一小学校
- 白浜町立白浜第二小学校
- 白浜町立西富田小学校（にしとんだしょうがっこう）
- 白浜町立富田小学校（とんだしょうがっこう）
- 白浜町立北富田小学校
- 白浜町立南白浜小学校
- 白浜町立椿小学校（つばきしょうがっこう）2019年3月31日 閉校

旧日置川町立
- 白浜町立日置小学校（ひきしょうがっこう）
- 白浜町立安宅小学校（あたぎしょうがっこう）
- 白浜町立安居小学校（あごしょうがっこう）
- 白浜町立市鹿野小学校（いちかのしょうがっこう）2017年3月31日 閉校

#### 中学校
旧白浜町立
- 白浜町立白浜中学校
- 白浜町立富田中学校（とんだちゅうがっこう）

旧日置川町立
- 白浜町立日置中学校（ひきちゅうがっこう）
- 白浜町立三舞中学校（みまいちゅうがっこう）

#### 高等学校
和歌山県立南紀高等学校の白浜分校(1983年 閉校）と富田分校(1982年 閉校）がかつてあったが、現在は町内に高等学校はない。

#### 大学
町内に大学はないが、京都大学の実習施設兼水族館「京都大学フィールド科学教育研究センター瀬戸臨海実験所水族館」がある。
近畿大学が水産研究所の本部および白浜実験場や大学発ベンチャー企業「アーマリン近大」の本社を置いている。近大マグロを含めた養殖魚の研究や商品化では、世界でもトップレベルの実績を残している

### 社会教育

#### ホール・集会場
- 町立総合体育館（坂田会館）

#### 博物館・美術館
- 南方熊楠記念館
- 紀州博物館

## 交通

### 鉄道
特急が停車する中心駅である西日本旅客鉄道（JR西日本）紀勢本線白浜駅が町への玄関口であるが、所在地としては温泉街中心部から約5kmほど離れた富田（とんだ）地区にある。このため、白浜半島西部に多い温泉地・ホテルまでの交通手段としては、駅前から発着する路線バス（明光バス）・タクシーや、旅館・ホテルによる送迎車を利用することが一般的である。
西日本旅客鉄道（JR西日本）
- 紀勢本線（きのくに線）

（すさみ町） - 紀伊日置駅 - 椿駅 - 紀伊富田駅 - 白浜駅 - （上富田町）
- 中心となる駅：白浜駅

かつては道路事情があまり良くなく、鉄道が比較的便利であった。大阪まで直通する高速道路の阪和自動車道・南紀田辺ICから延伸する紀勢自動車道が、まず南紀白浜ICまでの区間が2015年7月12日に開通。さらに白浜町の日置川IC、またさらに南のすさみ南ICまで延長されたことにより、鉄道より自動車のほうが大阪や和歌山への利便性が高くなった。JR西日本の特急列車は、白浜駅始発・終着列車も含めて多数設定されている。

### 路線バス
- 明光バス
- 白浜町コミュニティバス

### 空路
- 南紀白浜空港

東京国際空港(羽田)まで、日本航空(JAL)が1日3往復運航。田辺市や新宮市などにもバスを運行している。

### 都市間バス
高速バスは大阪市（梅田・なんば地区）から多数の便がある。横浜・東京方面行きの夜行バスも運行されている。
特に大阪便（白浜エクスプレス大阪号）はなんばOCATからは往復5,900円（2024年3月現在）と比較的安価なことや、みなべICまで阪和道が延長されたことなどにより利便性が増し、人気を得て増便された。明光バスと西日本JRバスの共同運行となっている。2015年（平成27年）7月12日に、紀勢道が南紀田辺ICから南紀白浜ICまで延伸されたが、阪和道みなべIC以南は一般道を走行している。

### 道路

#### 高速道路
- 紀勢自動車道：（上富田町） - (36) 南紀白浜IC - (37) 日置川IC - （すさみ町）

#### 国道
- 国道42号

#### 県道
- 主要地方道
  - 和歌山県道31号田辺白浜線
  - 和歌山県道33号南紀白浜空港線
  - 和歌山県道34号白浜温泉線
  - 和歌山県道36号上富田すさみ線
  - 和歌山県道37号日置川大塔線
- 一般県道
  - 和歌山県道212号栄岩崎線
  - 和歌山県道213号白浜久木線
  - 和歌山県道214号白浜停車場線
  - 和歌山県道215号椿停車場線
  - 和歌山県道220号岩田保呂線
  - 和歌山県道221号市鹿野鮎川線
  - 和歌山県道223号日置港線
  - 和歌山県道243号日置川すさみ線
  - 和歌山県道801号白浜日置川自転車道線

#### 道の駅
- 椿はなの湯
- 志原海岸

## 名所・旧跡・観光スポット・祭事・催事

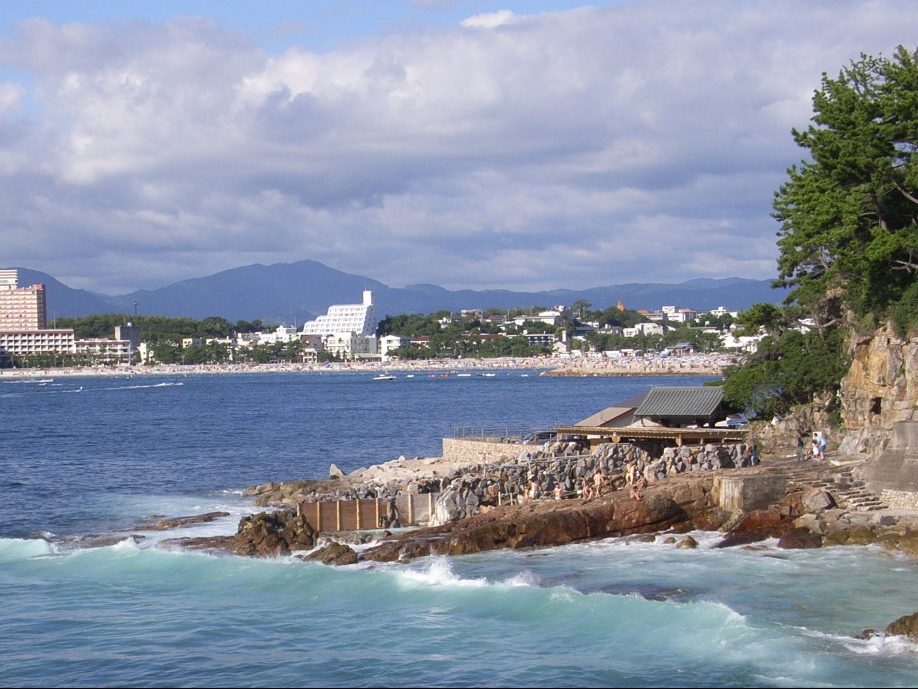
南紀白浜温泉「崎の湯」（奥に見える海岸が白良浜）

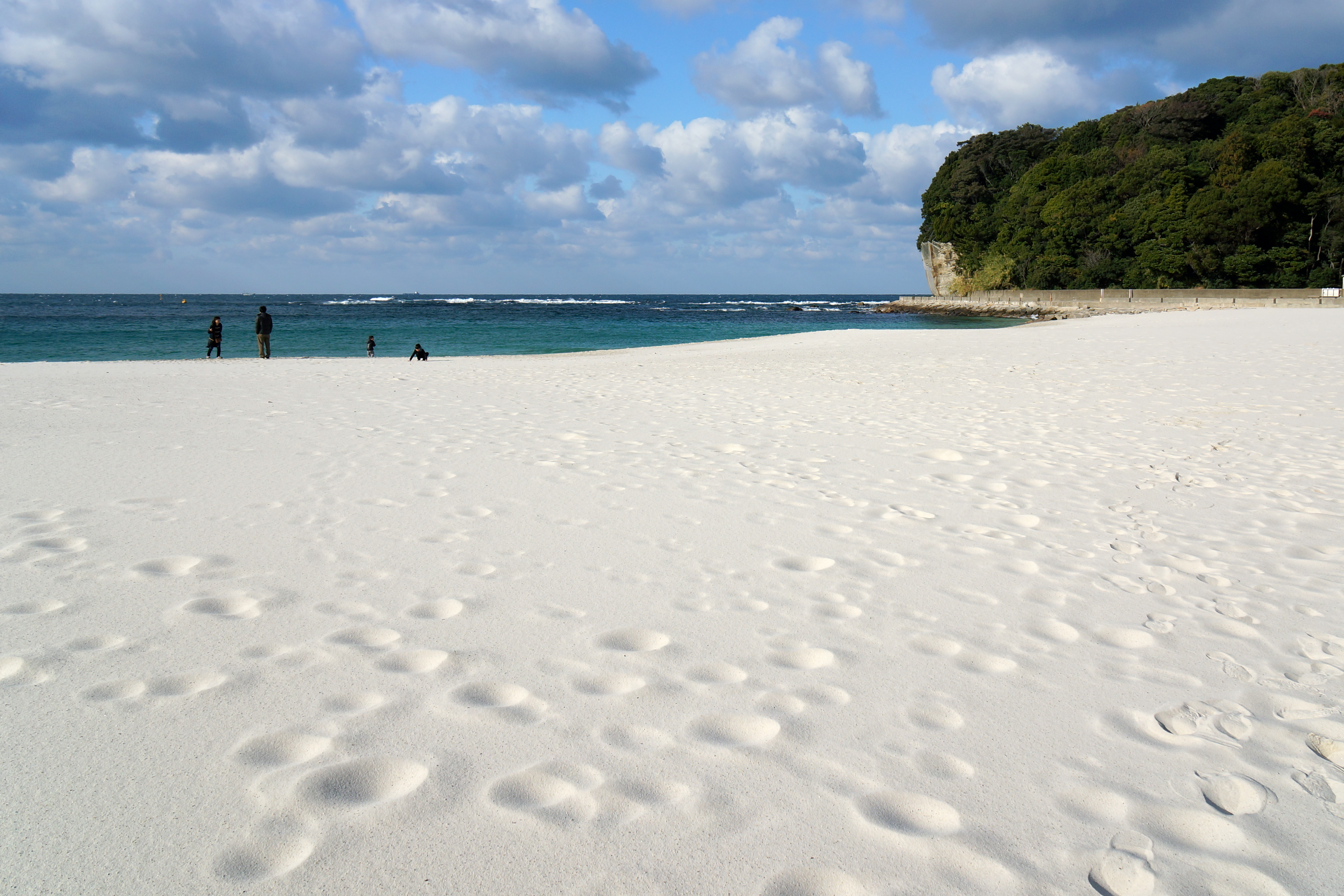
白良浜

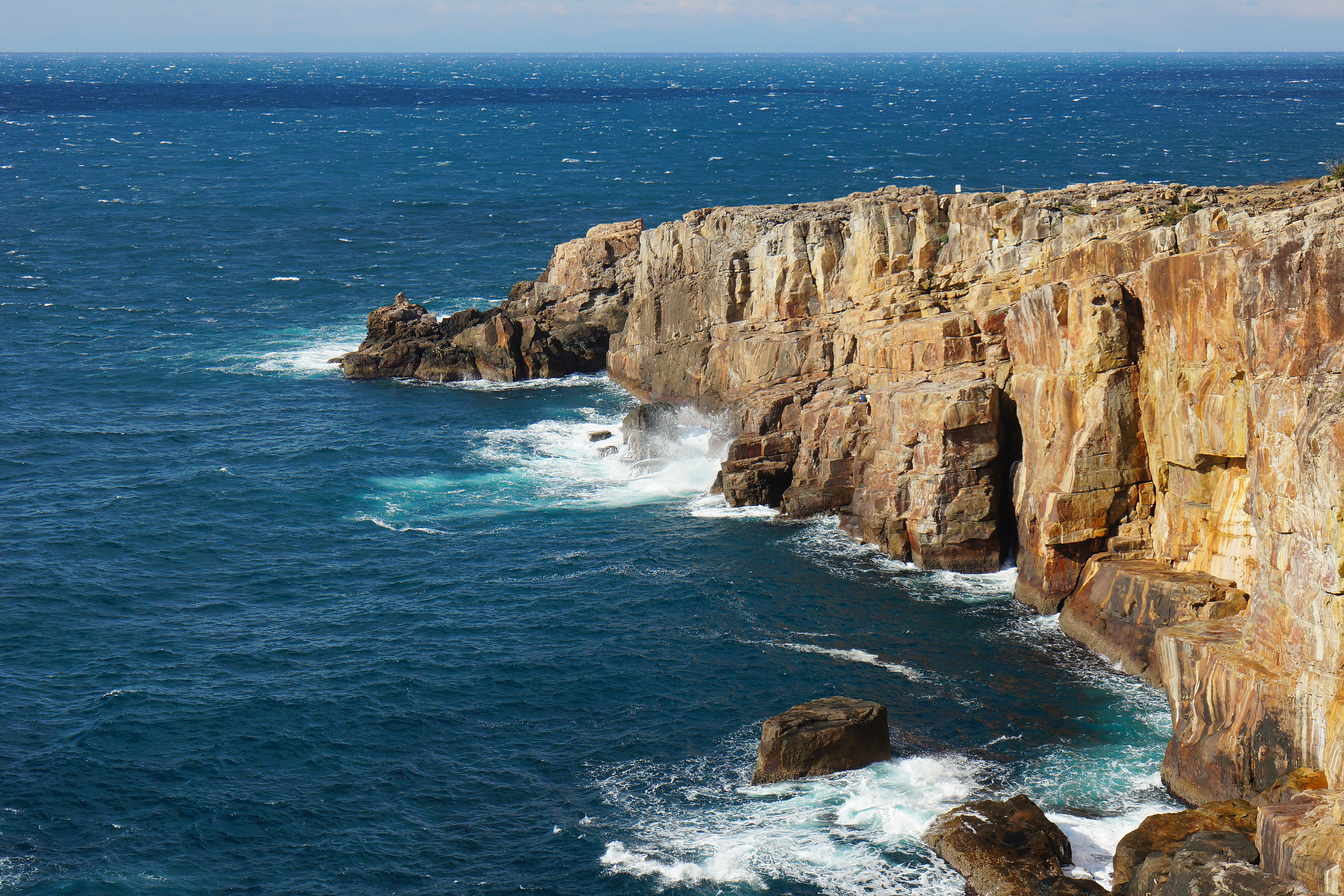
三段壁

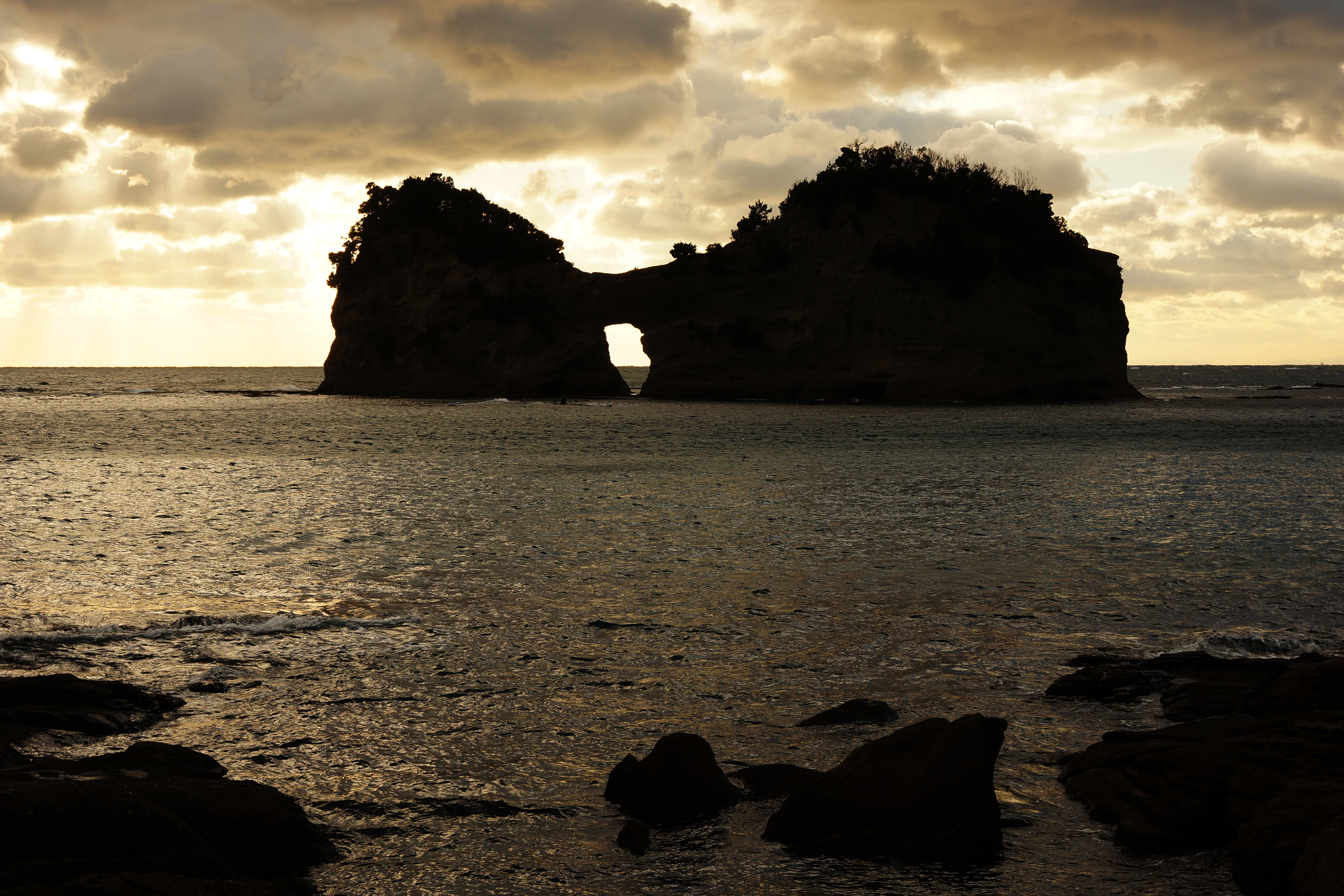
円月島

※旧・日置川町域の名所などに関しては、日置川町#観光スポットを参照。

### 景勝地・自然・公園
- 白良浜
- 熊野古道（大辺路・富田坂・仏坂）
- 千畳敷 - 国の名勝
- 三段壁（さんだんべき）[注釈 2]
- 三段壁洞窟
- 円月島 - 国の名勝。春分・秋分の時期の夕方には、島に空いた穴から沈む夕日が見える。
- 平草原公園

### 温泉
- 南紀白浜温泉（外湯めぐり）
  - 崎の湯
  - 牟婁の湯
  - 白良湯
  - 白良浜露天風呂しらすな
  - 松乃湯
  - 大自然の湯
  - 綱の湯
  - 白浜温泉公園草原の湯（温泉）
  - 白浜銀座足湯横丁
  - 千畳の湯
  - 長生の湯
  - とれとれの湯
  - 渚の湯
- 椿温泉

### 社寺
- 熊野三所神社
- 歓喜神社
- 本覚寺（貝寺）

### 博物館・資料館など
- 南方熊楠記念館
- 京都大学白浜水族館
- 白浜美術館
- 白浜民俗温泉資料館

### スポーツ施設
- 白浜球場
- 白浜町立武道館
- 白浜町立体育館(しらとり)
- 白浜町民プール
- しままえテニスコート
- テニス白浜
- 阪田テニスコート
- 白浜町テニスコート
- 白浜ゴルフ倶楽部
- 白浜ビーチゴルフ倶楽部（閉鎖）
- ラビーム白浜ゴルフ倶楽部(閉鎖)
- 朝日ゴルフクラブ白浜コース

### テーマパーク・娯楽

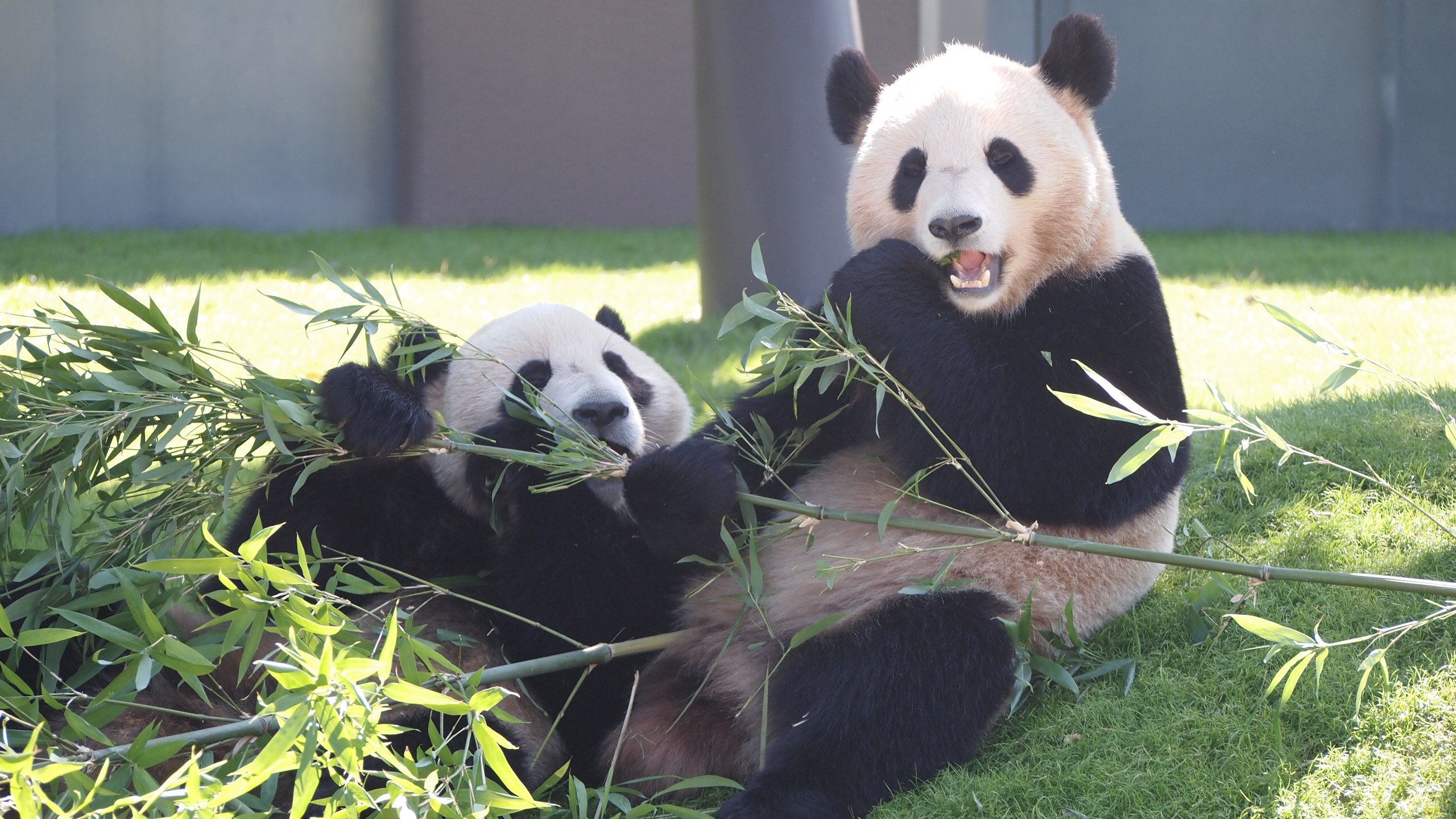
アドベンチャーワールド

- アドベンチャーワールド[11]
- 白浜エネルギーランド
- 白浜海中展望塔
- 白浜海底観光船グラスボート
- ラフネ
- オートキャンプ場グランパス
- アクアマリンシラハマ
- ミス・オーシャン
- 南紀白浜ガーデンハウス

### その他

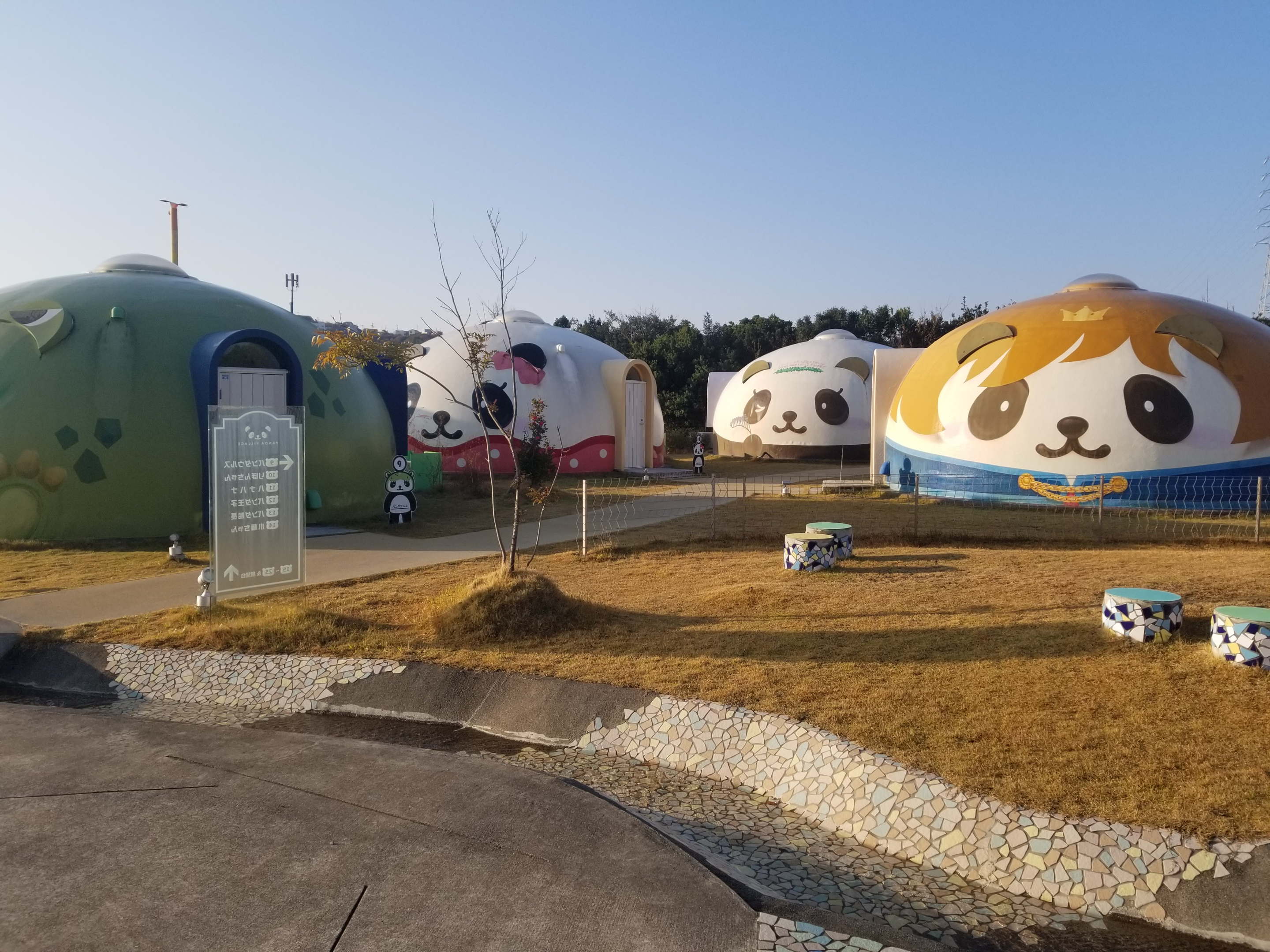
パンダヴィレッジ-とれとれパーク内の宿泊施設

- とれとれパーク - 堅田漁業協同組合直営の海鮮マーケット「とれとれ市場」を中核とする複合施設。
- ハマブランカ（閉鎖）

## 著名な出身者
- 溝口和洋 - 陸上競技やり投選手。日本記録保持者（2021年4月現在）
- 井澗誠 - 白浜町長
- 篠岡美佳 - 元歌手・タレント。伊集院光夫人。

## メディア
- ビーチステーション - 町内にあるコミュニティFM局。自社製作部分以外はJ-WAVEの再送信を行う。周波数は76.4 MHz。